# Hinter blauen Augen
Hinter blauen Augen ist das achte Soloalbum des Berliner Rappers Fler. Es erschien am 2. November 2012 über sein Independent-Label Maskulin als Standard- und limitierte Amazon-Edition inklusive DVD, Instrumentals, T-Shirt und Poster. Der Stil des Albums lehnt sich musikalisch an den Südstaaten-Rap an und entfernt sich von den in Deutschland ausgebreiteten Gangsta-Rap-Texten. Dies brachte ihm besonders in Deutschland viel negative Kritik von den Hörern.

## Hintergrund
Nachdem Fler das Kollabo-Album Südberlin Maskulin II am 9. März 2012 zusammen mit Silla veröffentlichte, kündigte er im Mai 2012 sein nächstes Soloalbum Hinter blauen Augen an. Zugleich gab Fler Anfang Mai 2012 bekannt, dass der US-amerikanische Rapper French Montana als Featuring auf dem Album sein wird. Am 1. Juni 2012 erschien dann der Labelsampler seines Labels Maskulin Maskulin Mixtape Vol. 2. Im Juli 2012 verriet der Rapper Alpa Gun öffentlich, auch einen Gastbeitrag auf dem Album zu haben. Die Tracklist des Albums wurde von Fler Ende August 2012 veröffentlicht. Zudem bestätigte er etwa zeitgleich das Featuring mit Kool Savas auf dem Album.

## Vermarktung
Im Vorfeld der Veröffentlichung von Hinter blauen Augen feierten Musikvideos zu drei Songs des Albums Premiere. So erschien ein Musikvideo zur Single Nummer eins, es folgten Videos zum Titelsong Hinter blauen Augen sowie zu dem Song La Vida Loca. Zudem wurde ein Infovideo aus Miami, kurz vor der Premiere des Musikvideos zu Nummer eins veröffentlicht. Fler lud einige Ausschnitte der Hinter blauen Augen-DVD auf YouTube hoch. Vier Monate nach der Veröffentlichung des Albums wurden alle Songs des Albums auf YouTube hochgeladen. Außerdem ging der Rapper nach Albumveröffentlichung auf die Hinter blauen Augen-Tour, auf der auch einige Szenen zu dem Video Du bist es wert gedreht wurden.

## Produktion
Die meisten Beats für das Album wurden von DJ Ilan in Zusammenarbeit mit Mminx produziert. Einige Produktionen stammen von X-plosive. Das Produzenten-Duo Beatzarre und Djorkaeff schuf außerdem ein Instrumental.

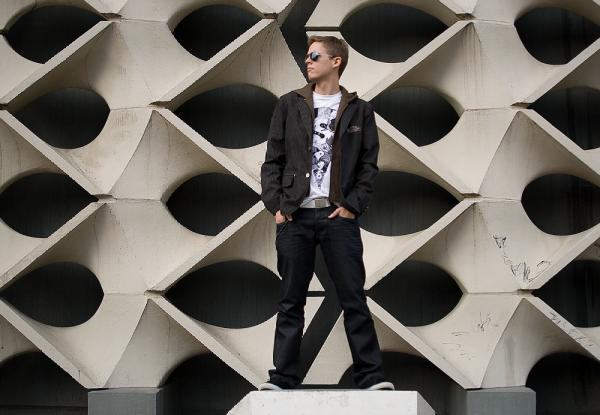
Der Produzent X-plosive

## Covergestaltung
Das Albumcover ist in schwarzen, weißen und blauen Farbtönen gehalten. Es zeigt Flers Gesicht, wobei dessen Augen tiefblau dargestellt sind. Auf seiner Stirn stehen die Schriftzüge Maskulin Präsentiert sowie Hinter Blauen Augen.

## Gastbeiträge
Auf fünf beziehungsweise sieben Liedern des Albums sind neben Fler andere Künstler zu hören. So tritt der Rapper Animus auf Schönheit ist vergänglich in Erscheinung, während Kool Savas beim Song Team Blade eine Strophe rappt. An Du bist es wert sind Maskulin-Mitglied Silla und der Sänger Moe Mitchell beteiligt, wobei Letzterer außerdem auf Nightlife zu hören ist. Silla hat weitere Gastbeiträge auf Zu Gangster, bei dem auch der US-amerikanische Rapper French Montana mitwirkt und Atme ein atme aus, auf dem außerdem Maskulin-Rapper G-Hot vertreten ist. Der Bonus-Song Loyalität ist eine weitere Kollaboration mit G-Hot und Alpa Gun.

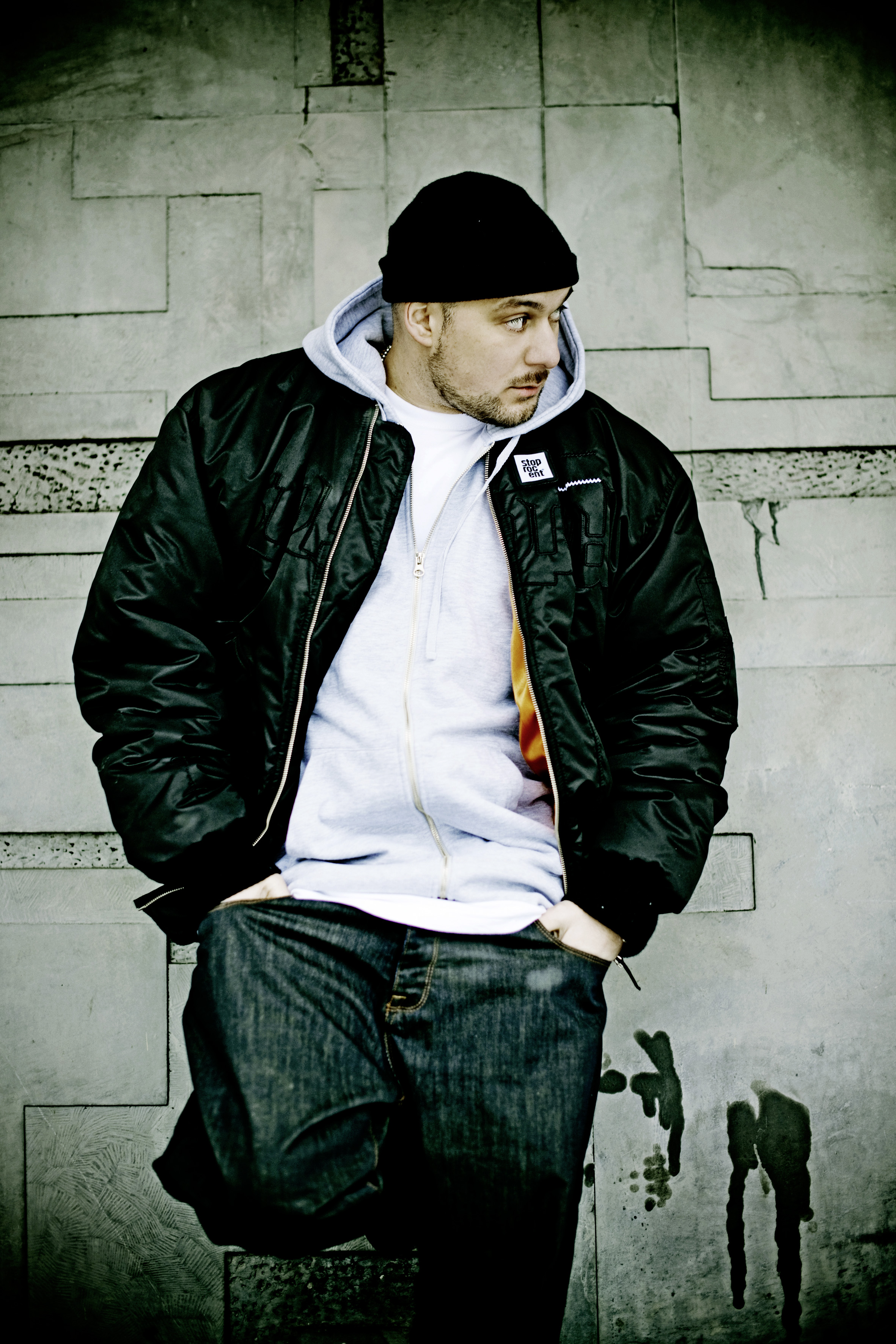
Der Rapper Kool Savas

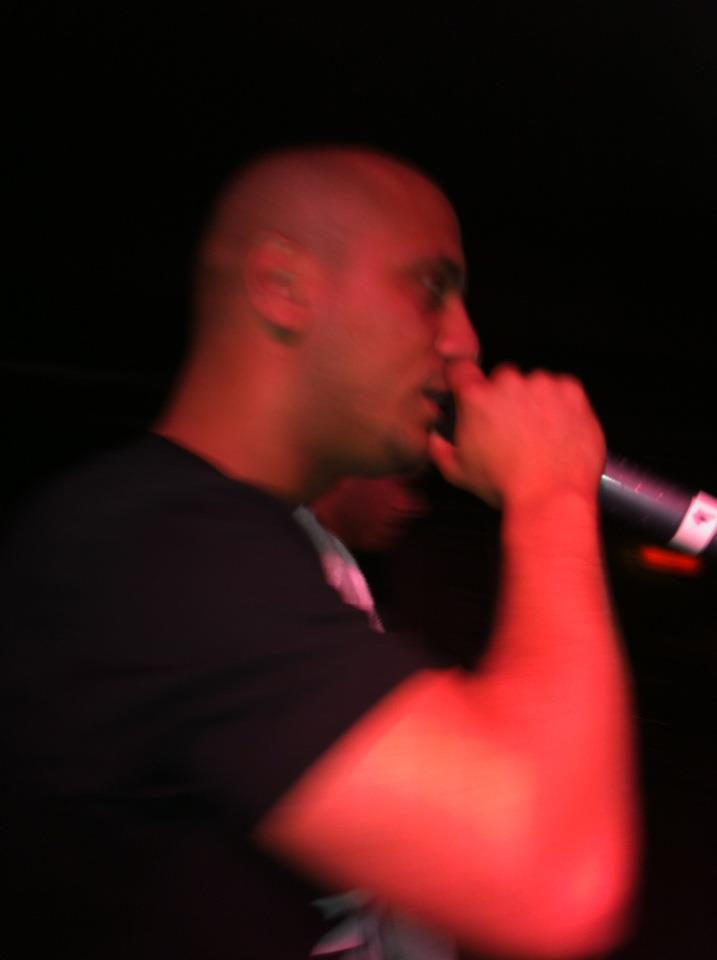
Der Rapper Alpa Gun

## Titelliste
| #  | Titel                     | Gastmusiker              | Produzent               | Länge |
| -- | ------------------------- | ------------------------ | ----------------------- | ----- |
| 1  | Intro                     |                          |                         | 1:08  |
| 2  | CEO                       |                          | X-plosive               | 3:03  |
| 3  | Hinter blauen Augen       |                          | X-plosive               | 3:39  |
| 4  | Slumdogmillionär          |                          | DJ Ilan und Mminx       | 3:06  |
| 5  | Höhenflug                 |                          | DJ Ilan und Mminx       | 3:51  |
| 6  | Nummer 1                  |                          | DJ Ilan und Mminx       | 3:12  |
| 7  | Schönheit ist vergänglich | Animus                   | DJ Ilan und Mminx       | 4:06  |
| 8  | Skit                      |                          |                         | 1:27  |
| 9  | Zu Gangster               | Silla und French Montana | DJ Ilan und Mminx       | 3:59  |
| 10 | Nightlife                 | Moe Mitchell             | DJ Ilan und Mminx       | 3:07  |
| 11 | La Vida Loca              |                          | X-plosive               | 3:30  |
| 12 | Nimm mich wie ich bin     |                          | DJ Ilan und Mminx       | 3:21  |
| 13 | Atme ein atme aus         | Silla und G-Hot          | Beatzarre und Djorkaeff | 3:37  |
| 14 | Psychopath                |                          | DJ Ilan und Mminx       | 3:09  |
| 15 | Lui V alles               | G-Hot                    | DJ Ilan und Mminx       | 3:38  |
| 16 | Lady Killa                |                          | X-plosive               | 3:20  |
| 17 | Skit                      |                          |                         | 0:55  |
| 18 | Du bist es wert           | Silla und Moe Mitchell   | DJ Ilan und Mminx       | 3:36  |

Bonus-Songs der Premium-Edition:
| #  | Titel      | Gastmusiker        | Produzent         | Länge |
| -- | ---------- | ------------------ | ----------------- | ----- |
| 19 | Team Blade | Kool Savas         | DJ Ilan und Mminx | 3:04  |
| 20 | Loyalität  | G-Hot und Alpa Gun | DJ Ilan und Mminx | 5:00  |

+ Instrumentals
Bonus-DVD Smack Talk:
| #  | Titel                  |
| -- | ---------------------- |
| 1  | Maskulin Cribs         |
| 2  | München SBM2-Tour      |
| 3  | Studioalltag           |
| 4  | Touch the Air Festival |
| 5  | Business mit Fler      |
| 6  | Hamburg SBM2-Tour      |
| 7  | Studio mit Kool Savas  |
| 8  | Covershooting          |
| 9  | Einkaufen              |
| 10 | Nummer 1 – Video       |

## Rezensionen
Kritik der Musikmedien
| Professionelle Bewertungen | Professionelle Bewertungen |
| -------------------------- | -------------------------- |
| Kritiken                   |                            |
| Quelle                     | Bewertung                  |
| laut.de                    | [ 8 ]                      |
| rap.de                     | [ 9 ]                      |
| rappers.in                 | [ 10 ]                     |

Die Kritiken zu Hinter blauen Augen fielen negativ aus. Bei Laut.de erhielt das Album 2 von möglichen 5 Sternen. Bei Rap.de erhielt das Album 4 von möglichen 10 Punkten.
Reaktionen anderer Künstler
Obwohl Fler viel negative Kritik für sein Album bekam, äußerten sich einige Rapper positiv gegenüber der Veröffentlichung Hinter blauen Augen und Flers neuen Stils. So gratulierten die Rapper Massiv, PA Sports, Alpa Gun und Kool Savas zu der Chartplatzierung des Albums, während sich Haftbefehl und dessen jüngerer Bruder Capo positiv über Flers neuen Stil äußerten.

## Chartplatzierungen
Hinter blauen Augen stieg in der 47. Kalenderwoche des Jahres 2012 auf Platz 3 in die deutschen Albumcharts ein und belegte in der folgenden Woche Rang 56. Anschließend verließ der Tonträger die Top 100.
Die erste Single Nummer 1 wurde am 21. September 2012 ausgekoppelt. Der Song stieg für eine Woche auf Platz 92 in die deutschen Charts ein. Am 19. Oktober 2012 folgte mit dem Titelsong Hinter blauen Augen die zweite Auskopplung, die Rang 96 in den deutschen iTunes-Charts belegen konnte. Außerdem wurde ein Video zum Song La Vida Loca veröffentlicht. Mit Nimm mich wie ich bin wurde am 14. Dezember 2012 eine dritte Single veröffentlicht.
Die Musikvideos zu Nummer 1 und Hinter blauen Augen wurden von dem französischen Regisseur Chris Macari gedreht, welcher zuvor Musikvideos zu dem Album Berlins Most Wanted filmte. Chris Macari wurde durch Musikvideos für den französischen Rapper Booba bekannt.
Album

| Jahr | Titel               | Höchstplatzierung, Gesamtwochen, AuszeichnungChartplatzierungen (Jahr, Titel, Platzierungen, Wochen, Auszeichnungen, Anmerkungen) | Höchstplatzierung, Gesamtwochen, AuszeichnungChartplatzierungen (Jahr, Titel, Platzierungen, Wochen, Auszeichnungen, Anmerkungen) | Höchstplatzierung, Gesamtwochen, AuszeichnungChartplatzierungen (Jahr, Titel, Platzierungen, Wochen, Auszeichnungen, Anmerkungen) | Anmerkungen                            |
| Jahr | Titel               | DE | AT | CH | Anmerkungen                            |
| ---- | ------------------- | --- | --- | --- | -------------------------------------- |
| 2012 | Hinter blauen Augen | DE3 (2 Wo.)DE | AT10 (2 Wo.)AT | CH11 (2 Wo.)CH | Erstveröffentlichung: 2. November 2012 |

Singles

| Jahr | Titel                 | Höchstplatzierung, Gesamtwochen, AuszeichnungChartplatzierungen (Jahr, Titel, , Platzierungen, Wochen, Auszeichnungen, Anmerkungen) | Höchstplatzierung, Gesamtwochen, AuszeichnungChartplatzierungen (Jahr, Titel, , Platzierungen, Wochen, Auszeichnungen, Anmerkungen) | Höchstplatzierung, Gesamtwochen, AuszeichnungChartplatzierungen (Jahr, Titel, , Platzierungen, Wochen, Auszeichnungen, Anmerkungen) | Anmerkungen                              |
| Jahr | Titel                 | DE | AT | CH | Anmerkungen                              |
| ---- | --------------------- | --- | --- | --- | ---------------------------------------- |
| 2012 | Nummer 1              | DE92 (1 Wo.)DE | — | — | Erstveröffentlichung: 21. September 2012 |
| 2012 | Hinter blauen Augen   | — | — | — | Erstveröffentlichung: 19. Oktober 2012   |
| 2012 | Nimm mich wie Ich bin | — | — | — | Erstveröffentlichung: 14. Dezember 2012  |